# Gekroonde Eend
De Gekroonde Eend is een kleine attractie in het Nederlandse attractiepark de Efteling. De attractie is in feite een verkoopautomaat die vormgegeven is als een witte eend met een kroon op die tegen betaling plastic eieren legt met daarin een klein stukje speelgoed. Daarmee is de attractie sterk vergelijkbaar met de eveneens in de Efteling te vinden Stenen Kip.
De eend werd oorspronkelijk in 1960 geplaatst in de toenmalige grote speeltuin van het park. Toen deze laatste in 1990 voor een groot deel moest wijken voor de bouw van het Lavenlaar, werd de attractie verplaatst naar een locatie aan het Anton Pieckplein. 

## Trivia
- De Gekroonde Eend is niet gebaseerd op een bestaand sprookje, maar doorheen de jaren heeft de Efteling verschillende verhalen bij het tafereel laten schrijven door onder anderen Truus Sparla, Herman Broekhuizen en Ad Grooten.

Lijst van attracties in de Efteling · Lijst van sprookjes in de Efteling · Afbeeldingen